# WKS Zakopane
Wojskowy Klub Sportowy Zakopane – wojskowy klub sportowy z siedzibą w Zakopanem, założony w 1950 r., obecnie prowadzący szkolenie dzieci i młodzieży w dwóch sekcjach narciarstwa klasycznego: skokach narciarskich i kombinacji norweskiej.

## Historia
Klub został założony w 1950 r. pod nazwą Zakopiański Wojskowy Klub Sportowy, następnie został przemianowany na WKS Legia Zakopane.

WKS Zakopane jest złotym medalistą drużynowych mistrzostw Polski w łyżwiarstwie szybkim z 1961 r.. Niegdyś posiadał również męską sekcję hokeja na lodzie oraz biathlonu.

## Skoczkowie narciarscy
Wychowankami WKS Zakopane są Roman Gąsienica-Sieczka, Stanisław Bobak, Robert Mateja, Marcin Bachleda, Kamil Stoch, Stefan Hula i Jan Ziobro.